# Ortigosa de Pestaño
Ortigosa de Pestaño ist ein Ort und eine Gemeinde (municipio) mit 53 Einwohnern (Stand: 2024) in der zentralspanischen Provinz Segovia in der Autonomen Region Kastilien-León. 

## Lage und Klima
Ortigosa de Pestaño liegt in der kastilischen Meseta in ca. 860 m Höhe ungefähr 38 Kilometer (Fahrtstrecke) westlich der Provinzhauptstadt Segovia. Das Klima ist gemäßigt bis warm; Regen (ca. 483 mm/Jahr) fällt mit Ausnahme der trockenen Sommermonate übers Jahr verteilt.

## Bevölkerungsentwicklung
| Jahr      | 1970 | 1981 | 1991 | 2001 | 2011 | 2021 |
| Einwohner | 172  | 128  | 100  | 84   | 99   | 45   |

## Sehenswürdigkeiten
- Christopheruskirche
- Empfangsgebäude des Bahnhofs

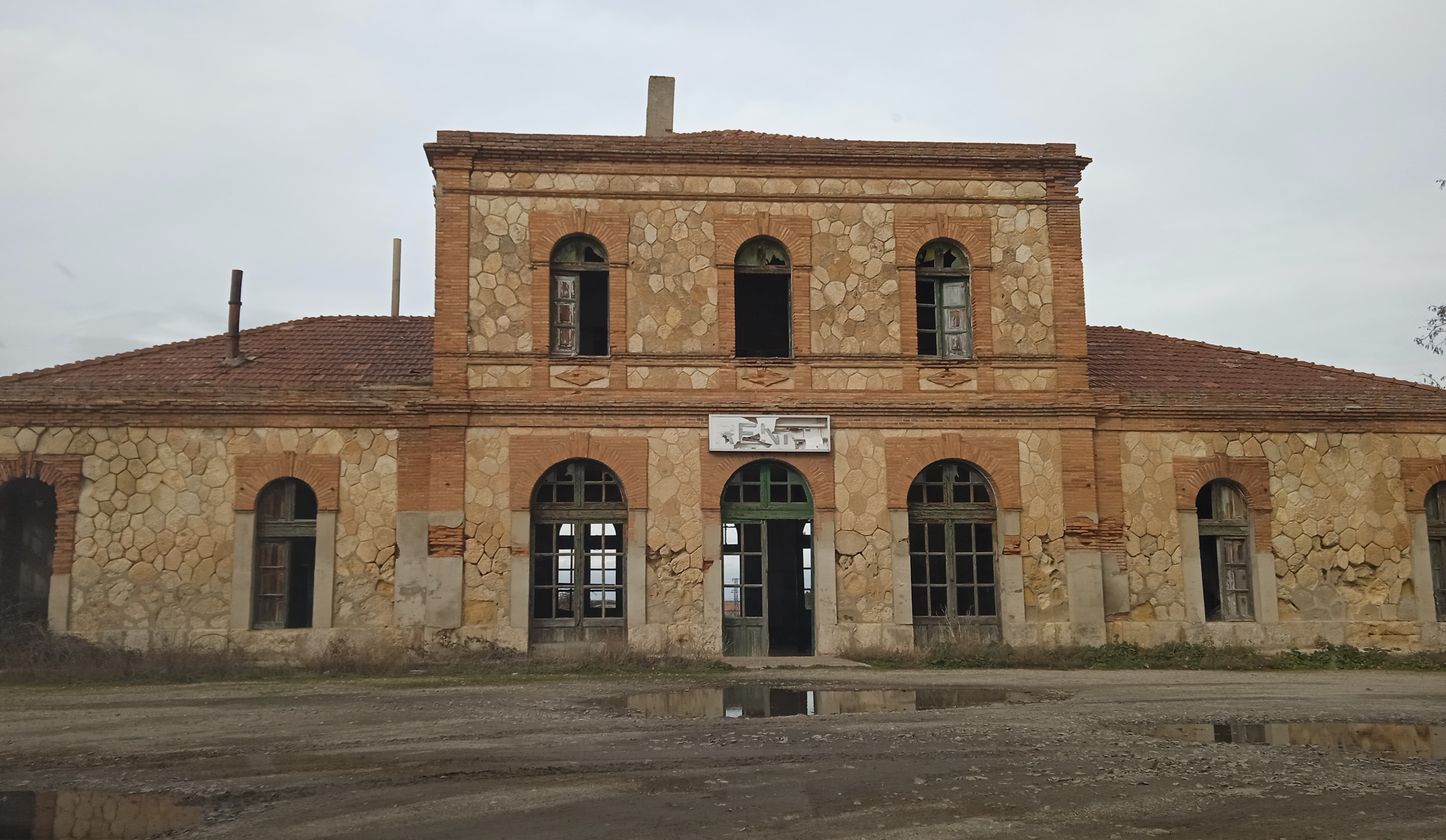
Empfangsgebäude
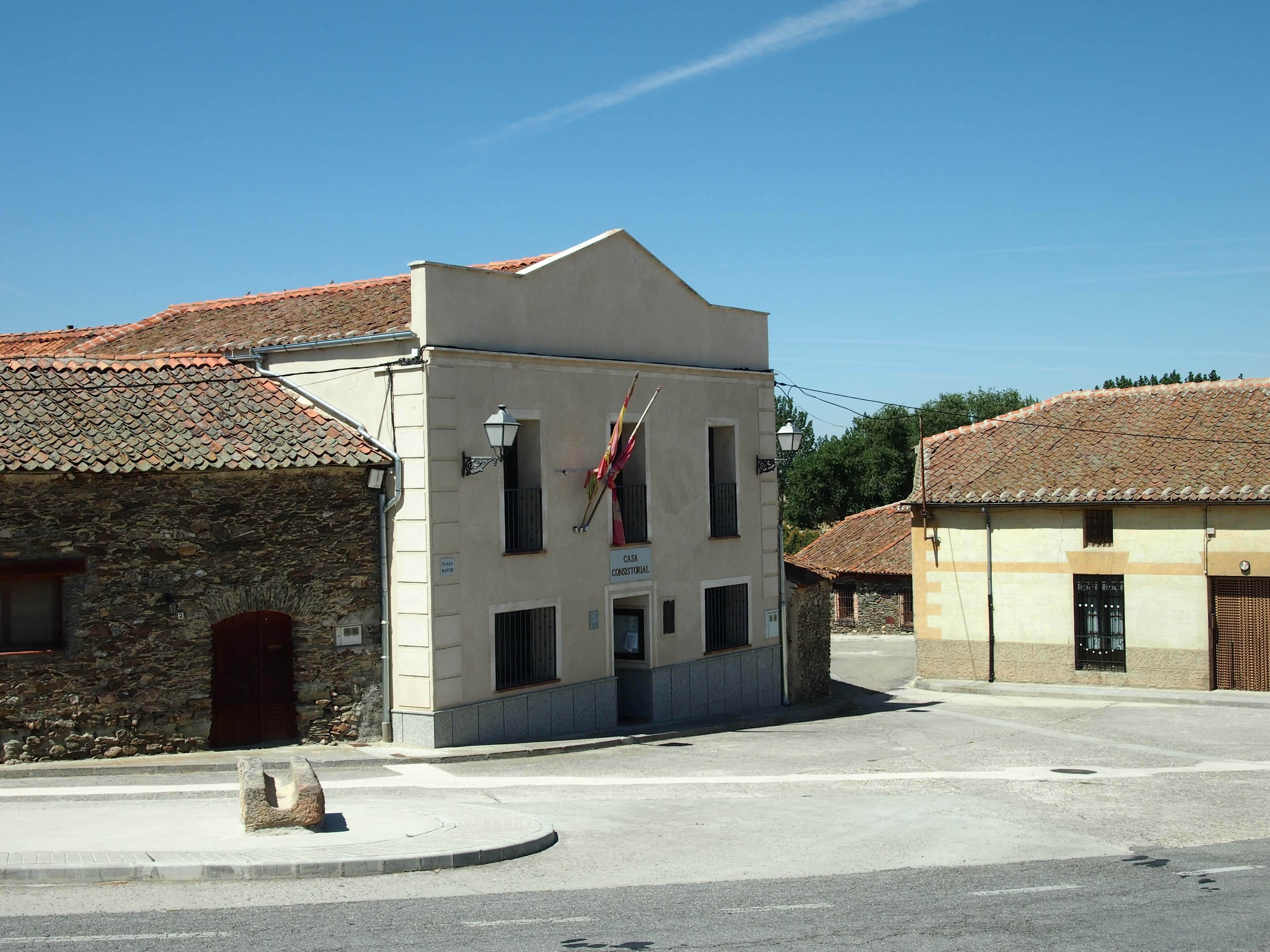
Rathaus mit dem zentralen Platz